# Vojvodinas flagga

Vojvodinas flagga.

Provinsen Vojvodinas flagga antogs den 27 februari 2004 och är baserad på Serbiens flagga. I Serbiens är dock de tre fälten av rött, blått och vitt lika stora, till skillnad från Vovojdinas där det blå är större och dominerar flaggan. Användandet av de tre färgerna visar att provinsen tillhör Serbien.
De tre stjärnsymbolerna representerar: Bačka, Banatet och Srem som är delar av Vojvodina. Flaggans utseende och uppsättningen av stjärnorna påminner mycket om Tennessees flagga.